# La diva del Tabarin
La diva del tabarin o Miss Gloria danza (The Delicious Little Devil) è un film del 1919 diretto da Robert Z. Leonard. La sceneggiatura di Harvey F. Thew si basa su Kitty, Mind Your Feet, racconto di Harvey F. Thew e John B. Clymer di cui non si conosce la data di pubblicazione.

## Trama

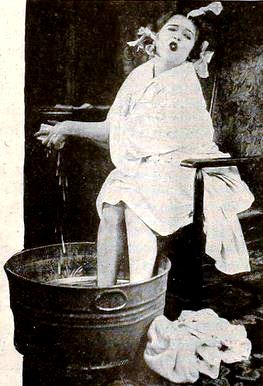

Mary McGuire, una ragazza di famiglia modesta, perde il suo lavoro e si mette a cercarne un altro per poter aiutare la madre, una lavandaia, che mantiene il marito e il fratello, due fannulloni che pensano solo a bere. Mary riesce a farsi assumere in una sala da ballo spacciandosi per Gloria De Moin, una nota ballerina spagnola amante del duca di Sauterne che, secondo i giornali, è scomparso. Sul lavoro, Mary deve nascondere il fatto di essere una brava ragazza onesta per non essere licenziata; così, quando Jackie Calhoun si innamora di lei, il giovane non si dichiara perché la crede una donna con un passato. Suo padre, un milionario, vuole che il figlio rompa con lei e così, organizza una festa alla quale invita anche il duca di Sauterne. Naturalmente il duca non riconosce la sua supposta amante che si è presentata al ricevimento accompagnata dal padre e dallo zio. L'incontro tra il padre di Jack e quello di Mary si rivela poi una vera sorpresa: i due uomini, entrambi irlandesi, da giovani erano stati muratori insieme. L'inaspettata rivelazione porta Calhoun a rivedere le sue idee su Mary e a concedere la sua benedizione alla coppia.

## Produzione
Il film fu prodotto dall'Universal Film Manufacturing Company.

## Distribuzione

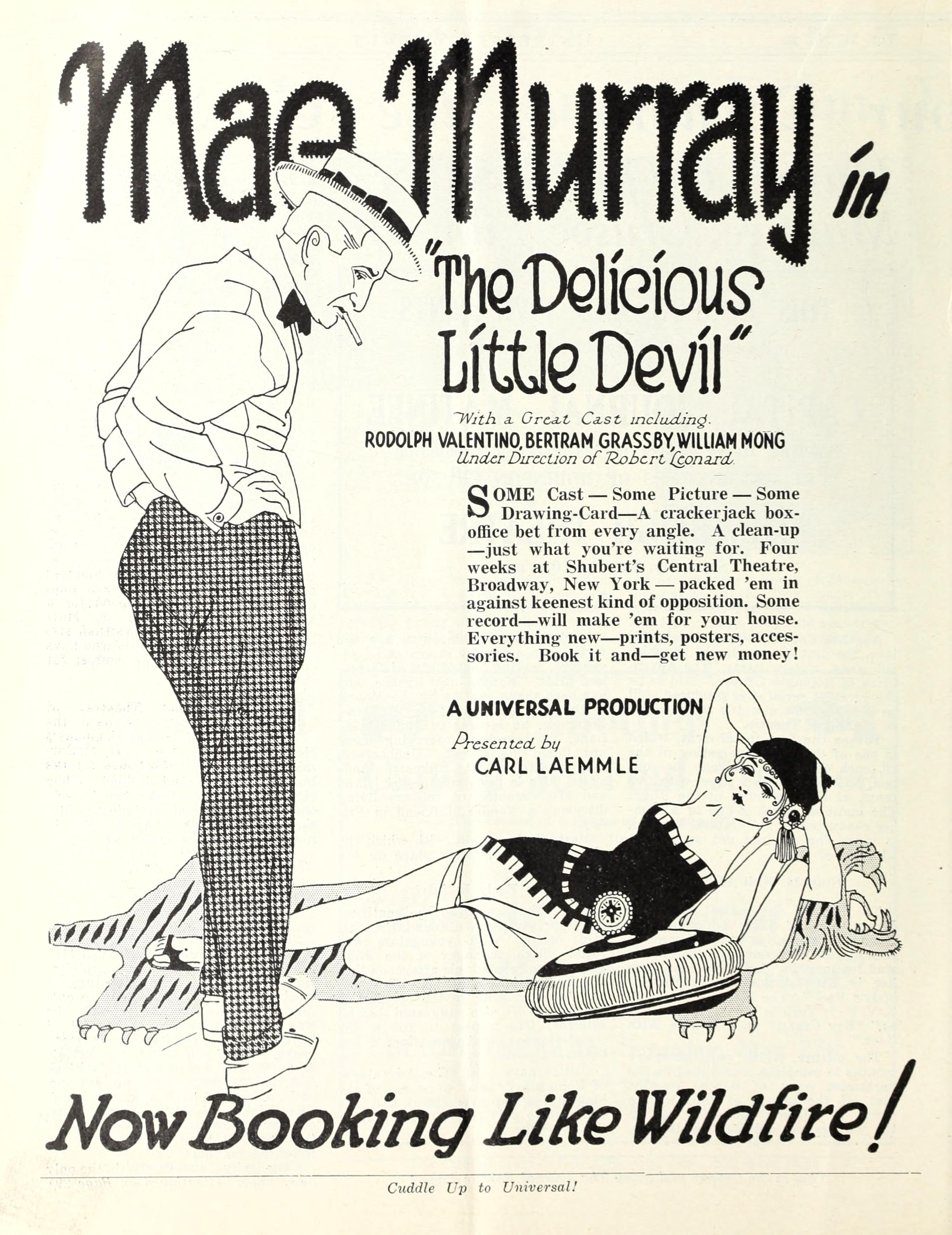
Pubblicità del 1919

Il copyright del film, richiesto dalla Universal Film Mfg. Co., fu registrato il 18 aprile 1919 con il numero LP13628.
Distribuito negli Stati Uniti dall'Universal Film Manufacturing Company e presentato da Carl Laemmle, il film venne proiettato in prima a New York il 13 aprile 1919, uscendo nelle sale nel maggio 1919. Secondo Moving Picture World, fu distribuito in sala il 12 aprile, mentre il Wid’s Daily riporta che a New York fu proiettato in prima al Broadway Theatre a metà aprile.  Motion Picture News del 3 maggio 1919, asseriva che fosse il più grande richiamo tra i film a Broadway. Le recensioni critiche furono abbastanza positive anche se Motion Picture News (3 maggio 1919) avvertiva che il film non era adatto a un pubblico per famiglie, mentre in aprile Variety si era lamentato del guardaroba non troppo castigato di Mae Murray e della scena di nudo durante il bagno.

### Uscite internazionali
In Francia, il film uscì il 14 maggio 1920 con il titolo Un délicieux petit diable; in Danimarca il 18 aprile 1921 come Ketty fra Varieteen; in Portogallo il 3 febbraio 1922 come Glória, a Gloriosa. In Austria, il titolo fu tradotto in Der entzückende kleine Teufel, in Brasile prima come Irresistível Helena e poi, nuovamente distribuito, come Nos Cabarés de New York, in Unione Sovietica come Милый чертёнок, in Svezia come Med intressant förflutet. In Italia, distribuito dalla Quadri nel 1926, ottenne il visto di censura numero 23059.
Riversato in DVD, il film è stato distribuito l'11 luglio 2006 dalla Milestone Cinematheque in una versione di 54 minuti insieme a un altro film interpretato da Rodolfo Valentino, L'età di amare, un film del 1922 che lo vede protagonista insieme a Gloria Swanson.

### Conservazione
Copia completa della pellicola si trova conservata negli archivi dell'EYE Film Instituut Nederland. Il film è stato completamente restaurato e presentato all'Egyptian Theater di Hollywood.